# Södermalms IP
Der Södermalms Idrottsplats (deutsch Sportplatz Södermalm, kurz Södermalms IP) ist ein Fußballstadion mit Leichtathletikanlage in der schwedischen Stadt Skövde in der Västra Götalands län. Der Fußballverein Skövde AIK trägt hier seine Heimspiele aus. Der Skövde KIK und der IFK Skövde sind ebenfalls Nutzer des Stadions. Die Anlage liegt knapp einen Kilometer südlich des Stadtzentrum in unmittelbarer Nähe zur Fernverkehrsstraße Riksväg 49 bzw. einer Eisenbahntrasse. 

## Geschichte
Das Stadion wurde 1922 errichtet und im Laufe der Jahre immer wieder renoviert und modernisiert. 2006 erhielt es einen Kunstrasenbelag mit Rasenheizung, damit das Spielfeld auch im Winter bespielbar ist. Es bietet rund 4500 Zuschauern Platz, die Kapazität kann aber über zusätzliche Tribünen erweitert werden. 1970 kamen zum Spiel des damaligen Zweitligisten Skövde AIK gegen den IFK Luleå um den Aufstieg in die Allsvenksan 13.052 Zuschauer, letztlich verpasste die Mannschaft trotz eines 1:1-Unentschiedens den Gang in die Erstklassigkeit.